# راني (ممثلة)
راني هي عارضة وممثلة باكستانية (وحملت سابقاً جنسية الراج البريطاني)، ولدت في 8 ديسمبر 1946 بلاهور في باكستان، وتوفيت في 27 مايو 1993 بكراتشي في باكستان. من الجوائز التي نالتها جائزة نگار ‏.

## جوائز
- جائزة نگار [الإنجليزية]‏

## وصلات خارجية
- راني على موقع IMDb (الإنجليزية)
- راني على موقع قاعدة بيانات الفيلم (الإنجليزية)